# Franco (apellido)
Los orígenes del apellido Franco no han sido determinados con certeza. Su punto de dispersión geográfica se encuentra en el nororiente de la península ibérica, en la frontera con Francia.

## Origen
Genealogistas están, sin embargo, de acuerdo en que el apellido Franco nació como un apodo dado a aquellos que vivían en la frontera de España y Francia medievales. Se cree, con gran certitud, que un antiguo caballero de Aragón o Navarra, emprendió camino a los reinos de Galicia y León y allí, fue apodado "El Franco". La leyenda dice que fue un leal y valiente caballero y dio a su descendencia el apodo "Franco" como apellido, originando uno de los linajes más nobles y antiguos de la península ibérica. No obstante, la historia y la geografía determinan que no fue el único linaje que tomó el apellido Franco como denominación.[cita requerida]
La palabra "Franco" también se convirtió en sinónimo de "Libre del ejercicio militar", uso que se dio en muchos casos y que por lo menos, algunos linajes fueron creados bajo tal razón.

## Títulos y Cargos
- Señores de la Niebla.
- Señores de Meirás.
- Marqueses de Villaverde
- Duques de Franco
- Duques de Anjou

## Linajes Franco
- Encontramos como primera medida el linaje del Franco más conocido; el de Francisco Franco Bahamonde. Originario de Galicia, España, por Don Juan Franco y Doblado, Maestro de Velas del Ferrol, casa con Doña María de La Madrid y Elvira, en la Galicia del siglo XVII. Se inicia así un linaje, que producirá Maestres de Velas, Capitanes de Fragata, Ministros de Velas, Contadores de Navío, Comisarios de la Marina, Pilotos de la Real Armada, Tenientes de Navío, un Contralmirante y por supuesto al militar y dictador Francisco Franco, Jefe de Estado de España, en cuya descendencia directa fueron creados el Marquesado de Villaverde, el Señorío de Meiras, Duques de Franco y que entroncaron con el linaje Borbón (Duques de Anjou).

- Del mismo linaje pero del siglo XVI, llega a la Nueva Granada (Colombia), Departamento de Antioquia, Don Antonio Franco, Capitán del Rey y Alférez. Se ubica en la ciudad de Medellín, siendo un hombre de respetado nombre y cuantiosa fortuna.

- El tercer linaje relatado aquí, llega a América en los tiempo de la conquista. Tres hermanos, todos ellos militares y con cargos diferentes; siendo el mayor, el Capitán de Caballos Don Diego Hernández (Ferrandez) Franco. se establecen en la ciudad de Vélez.

## El linaje en América
Los hermanos Ferrández Franco, embarcan para América en el Puerto de Sevilla, en la armada expedicionario Nikolaus Federmann y la expedición de Ambrosio Ehinger y Jorge Speyer. Ingresan por Venezuela surcando el Orinoco, cruzan los Llanos orientales y los Andes por el Páramo de sumapaz. Arriban con la expedición de Federmann a Santa Fe de Bogotá; en donde, colaboran en la fundación jurídica de la misma, junto con los miembros de las expediciones de Don Gonzalo Jiménez de Quesada y Don Sebastián de Belalcazar. Hecho registrado en Apuntamientos y anotaciones sobre la historia de Paulo Jovio (Antijovio), 1567. y en Memoria de los descubridores, que entraron conmigo a descubrir y conquistar este Nuevo Reino de Granada, 1576, obras incunables del acervo literario histórico español y colombiano, resguardadas en la Biblioteca Nacional de Colombia, escritas por El Mariscal y Adelantado de la Nueva Granada Don Gonzalo Jiménez de Quesada. Como muchos de los 64 expedicionarios de la expedición de los Welser que permanecieron en el territorio de la Nueva Granada (eran 164), obtuvieron por orden Real, sendas encomiendas en el actual territorio de Santander. Específicamente en la ciudad de Vélez. Miembros los tres del antiguo hidalgo linaje gallego Franco.
- Don Diego Franco. Señor de la Niebla. Capitán del Ejército Español, expedicionario, conquistador y colono. Hidalgo de antigua Ricohombría de la Casa de los Franco del antiguo Reino de Galicia. Caballero del Hábito de Santiago. Entra en el Nuevo Reino de Granada en 1539. Encomendero de Ubaza, Pare, Cutifeo y Boare. Justícia Mayor de Vélez. Fallece sin sucesión. [1]

- Don Francisco Franco. Natural del condado de la Niebla. Capitán de Ballesteros del ejército español, expedicionario, conquistador y colono. Hidalgo de antigua Ricohombría de la Casa de los Franco del antiguo Reino de Galicia. Caballero del Hábito de Santiago. Contrae matrimonio con Doña Ángela Galeano y Doria, hermana de Don Martín Galeano y Doria. Entra en el Nuevo Reino de Granada en 1544. Encomendero de Cimacota, Orocó y Mencha, de Cubata, Tibachó y Xagua. Alférez Mayor de Vélez.

- Don Benito Franco y Galeano. Capitán del Rey. Militar y consejero del Presidente Don Juan de Borja. Desde muy temprana edad ingresa al servicio del Reino, es explorador del Río de la Magdalena, las regiones de los Natagaimas y Coyaimas, explora las regiones del Sur y los Llanos de la Nueva Granada. Alcalde de Vélez. Hijo legítimo de Don Francisco Franco. Heredero en sus derechos españoles de su tío, Don Diego Franco. Señor de la Niebla.